# Dusona rufiventrator
Dusona rufiventrator là một loài tò vò trong họ Ichneumonidae.